# Pedro Bartolomeu
Pedro Bartolomeu (em francês: Pierre Barthélemy; Marselha, século XI – Antáquia, 20 de Abril de 1099) foi um monge, soldado e místico pobre francês, que acompanhou os cavaleiros da Primeira Cruzada.

## Biografia
Em Dezembro de 1097, durante o cerco de Antioquia, Pedro começou a ter visões, principalmente de Santo André. Afirmava então que o este o levara à igreja de São Pedro em Antioquia, e lá lhe mostrara a relíquia da lança do destino, que feriu o flanco de Cristo na cruz. O santo teria instruído o monge a falar disto aos líderes cruzados, e a oferecer a lança a Raimundo de Saint-Gilles quando a encontrassem.
Pedro não informou imediatamente Raimundo ou os outros líderes e foi visitado mais quatro vezes antes de Junho de 1098. Começou a perder o sentido da visão em Fevereiro de 1098, provavelmente devido à fome que afligia os cruzados, mas acreditava que isto se tratava de uma punição de Santo André.
Depois de os cruzados tomarem a cidade, Pedro e Raimundo começaram a escavação do soalho da igreja. A 14 de Junho de 1098, terá sido o próprio Pedro a descobrir a lança, e afirmava ter sido visitado mais uma vez por Santo André nessa noite, que lhe dissera para estabelecer um dia santo em honra da descoberta.

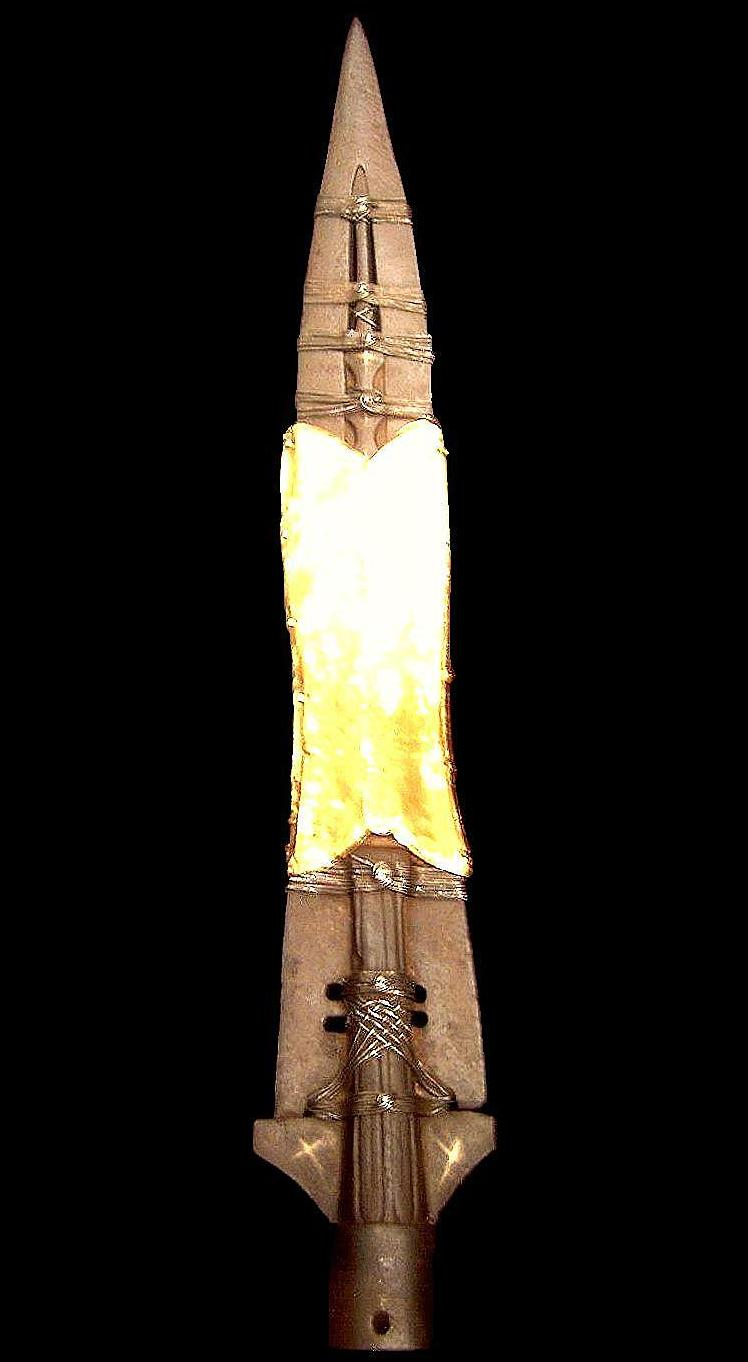
A Santa Lança no Schatzkammer, o Tesouro Imperial de Viena, Áustria

Muitos, incluindo o legado papal Ademar de Monteil, bispo de Le Puy acreditavam que Pedro era um charlatão, e que trouxera um pedaço de ferro, fingindo encontrá-lo na igreja. Depois da morte de Ademar no mesmo ano, Pedro afirmou que o legado o visitara para confirmar a autenticidade da lança.
A descoberta da Santa Lança foi considerada inicialmente como um bom presságio, e aumentou o moral dos cruzados quando foram cercados por um exército muçulmano. Acreditou-se que a lança garantiu a vitória dos cruzados quando estes saíram da cidade para enfrentar o general Querboga de Mossul, tal como Santo André prometera.
No entanto, a reputação de Pedro Bartolomeu fora manchada por muitos cépticos. As suas visões eram demasiado convenientes. Depois da morte de Ademar, Pedro afirmou que o legado o visitara para confirmar a autenticidade da lança. Afirmou ainda ter sido visitado por Jesus Cristo, que instruíra os cruzados a marcharem descalços para Jerusalém, sendo nesta ocasião ignorado pela maioria. Outras visões, de Cristo, Santo André, Ademar e ainda outros, revelavam-lhe a ira divina frente aos vários pecados e vícios dos cruzados.
A 8 de Abril de 1099, Pedro aceitou passar por uma sentença divina por fogo na tentativa de provar a sua legitimidade. Os peregrinos construíram um percurso entre paredes de fogo, esperando que o monge fosse protegido por um anjo de Deus. É muito provável que tenha sofrido graves queimaduras, apesar de ter afirmado que não tinha sofrido porque Cristo lhe surgira no fogo, e que se ferira depois no entusiasmo da populaça. De qualquer forma morreu doze dias depois, a 20 de Abril. Apesar disto, uma facção continuou a acreditar na legitimidade de Pedro e da sua lança.